# Легзюшка
Легзюшка — река в России, протекает по Кезскому и Дебёсскому районам Удмуртии и Большесосновскому району Пермского края. Устье реки находится в 479 км от устья Чепцы по правому берегу. Длина реки составляет 18 км, площадь бассейна — 49 км².

## Данные водного реестра
По данным государственного водного реестра России относится к Камскому бассейновому округу, водохозяйственный участок реки — Чепца от истока до устья, речной подбассейн реки Вятка. Речной бассейн реки — Кама.
Код объекта в государственном водном реестре — 10010300112111100032370.